# Joanis Malokinis
Joanis Malokinis (gr. Ιωάννης Μαλοκίνης, ur. w 1880 w Pireusie, zm. w 1942) – grecki pływak, złoty medalista igrzysk w Atenach.
Podczas igrzysk w Atenach Malokinis wystartował w konkurencji 100 metrów stylem dowolnym dla żeglarzy. Dystans ten przepłynął w czasie 2 minut 20,4 sekund, ustanawiając tym samym rekord olimpijski.